# مانويل غاسبار هارو
مانويل غاسبار هارو (بالإسبانية: Manolo Gaspar)‏ (مواليد 3 فبراير 1981 في مالقة - إسبانيا) لاعب كرة قدم إسباني يلعب حاليا لصالح نادي الدرجة الأولى مالقا الإسباني منذ 2008 في مركز الظهير الأيسر .

## روابط خارجية
- مانويل غاسبار هارو على موقع قاعدة بيانات كرة القدم.إي يو (الإنجليزية)
- مانويل غاسبار هارو على موقع Soccerway.com (الإنجليزية)
- مانويل غاسبار هارو على موقع عالم كرة القدم.نت (الإنجليزية)